# Ángela Alfarache Lorenzo
Ángela Alfarache Lorenzo (n. Badajoz; 13 de enero de 1960) es una antropóloga e investigadora española de la Universidad Autónoma de México. Es miembro comisional del Congreso mexicano para erradicar la violencia de género, activista LGBT, y autora del libro Identidades lésbicas y cultura feminista: una investigación antropológica.